# He's So Shy
Singles de The Pointer Sisters
Who Do You Love
(1979) Could I Be Dreaming
(1980)
He's So Shy est une chanson interprétée par The Pointer Sisters dans l'album Special Things (en)  en 1980.
Écrite par Tom Snow (en) et Cynthia Weil sous le nom de She's So Shy puisque destinée au chanteur Leo Sayer, la chanson est une fusion entre musique pop classique de girl group, musique de danse new wave et RnB. Cela pose la base du son signature des Pointer Sisters, qui donne au groupe l'apogée de sa carrière en 1983-1984 avec l'album Break Out (en).
Le single atteint la 3e place du Billboard Hot 100.